# Roberto Fratini
Roberto Fratini (Milà, 1972) és un dramaturg i professor de teoria de la dansa al CSD de Barcelona (Institut del Teatre). Ha estat professor de la Università Statale de Pisa i a L'Aquila. És col·laborador i assessor de coreògrafs arreu d'Europa. Les seves peces han estat representades en els principals festivals de dansa europeus i ha obtingut diversos premis, entre ells el Prix de la Société des Auteurs Français, el Grand Prix de l'Association des critiques de danse français, amb Caterina Sagna, i el premi Ciutat de Barcelona per la Dansa amb Germana Civera. Ha estat guanyador del premi FAD Sebastià Gasch l'any 2013.

## Obres
Roberto Fratini és autor de diversos assaigs sobre teoria de la dansa, dansa contemporània, teatre participatiu i estètica. Entre les seves contribucions, com a autor o editor, cal destacar:
- Fratini, Fratini. Querido público. El espectador ante la participación: jugadores, usuarios, prosumers y fans (en castellà).  CENDEAC, 2009. ISBN 9788496898400.
- Fratini, Fratini. A contracuento. La danza y las derivas del narrar (en castellà).  Barcelona: Centro Coreográfico Galego / Mercat de les Flors / Institut del Teatre, 2012. ISBN 9788461565528.
- Amb Magda Polo Pujadas i Bàrbara Raubert.Fratini, Fratini; Polo, Magda; Raubert, Bàrbara. Filosofía de la danza (en castellà).  Barcelona: Publicacions i Edicions de la Universitat de Barcelona, 2015. ISBN 9788447542321.
- Fratini, Fratini. Joined Forces: Audience Participation in Theatre (Performing Urgency) (en castellà).  Berlín: Alexander Verlag, 2017. ISBN 9783895814273.
- Fratini, Fratini. (Ed.) El cuerpo incalculable: William Forsythe, Gerald Siegmund y los diferenciales de la danza (en castellà).  Barcelona: Ediciones Polígrafa, 2018. ISBN 9788434313729.
- Fratini, Fratini. Escrituras del silencio: figuras, secretos, conspiraciones y diseminaciones de una dramaturgia de la danza (en castellà).  Ciutat de Mèxic: Paso de Gato, 2019. ISBN 9786078584260.

Paral·lelament, Fratini col·labora regularment dins de l'espai blog del Mercat de les Flors de Barcelona.